# HD127493
HD127493 — хімічно пекулярна зоря спектрального класу O9, що має видиму зоряну величину в смузі V приблизно 10,0.
Вона  розташована на відстані близько 626,0 світлових років від Сонця.

## Пекулярний хімічний склад
Зоряна атмосфера HD127493 має підвищений вміст 
He
.